# Iñaki Aguilar
Iñaki Aguilar Vicente (Barcelona, 9 de setembro de 1983) é um jogador de polo aquático espanhol.

## Carreira
Aguilar disputou três edições de Jogos Olímpicos pela Espanha: 2008, 2012 e 2016. Seu melhor resultado foi o quinto lugar nos Jogos de Pequim.